# Краљевски астроном
Краљевски астроном је положај старијег истраживача при краљевском домаћинству Велике Британије. Постоје два запослена у овом одељку, где старији носи звање Краљевског астронома, што је положај успостављен 22. јуна 1675. година, а други је Краљевски астроном за Шкотску, који постоји од 1834. године.
Чарлс II Стјуарт, који је основао Гриничку опсерваторију 1675. године је поставио првог Краљевског астронома, Џона Флемстида "да одмах себе постави да са највишом пажњом и одговорношћу пречисти табеле кретања неба, као и тачна места фиксираних звезда, да би открио ту толико жењену лонгитуду места, ради усавршавања уметности навигације."
Од тог времена, па све до 1972. године, Краљевски астроном је био и директор Гриничке опсерваторије. Краљевски астроном прима стипендију од 100 фунти годишње и члан је краљевског домаћинства, и налази се под ауторитетом Лорда Чемберлејна. Након одвајања два задужења, позиција Краљевског астронома је у већини случајева била на волонтерској основи, мада ипак остаје у служби владара ради давања савета што се тиче астрономских и повезаних научних питања, и овај посао носи са собом велики престиж.
Пре је такође постојао и Краљевски астроном за Ирску.

## Краљевски астрономи
- 1675–1719 Џон Флемстид[3]
- 1720–1742 Едмунд Халеј
- 1742–1762 Џејмс Бредли
- 1762–1764 Натанијел Блис
- 1765–1811 Невил Маскелин
- 1811–1835 Џон Понд
- 1835–1881 Џорџ Бидел Ери
- 1881–1910 Вилијам Кристи
- 1910–1933 Френк Дајсон
- 1933–1955 Харолд Спенсер Џоунс
- 1956–1971 Ричард ван де Рит Вули
- 1972–1982 Мартин Рајл
- 1982–1990 Франсис Грејам-Смит
- 1991–1995 Арнолд Вулфендејл
- 1995–данас Мартин Рис.[4]